# Giorgio A. Tsoukalos
Giorgio A. Tsoukalos (Lucerna, 14 luglio 1978) è un personaggio televisivo svizzero.
Di origine greca, svolge l'attività di presentatore televisivo specializzato nella teoria pseudoscientifica degli antichi astronauti.

## Biografia
Tsoukalos è il curatore della rivista Legendary Times, una pubblicazione che si propone di cercare prove e indizi a sostegno della Teoria degli antichi astronauti.
Tsoukalos è il direttore del centro "Ancient Astronaut Research" di Erich von Däniken e per oltre 12 anni è apparso in varie trasmissioni televisive di canali come The Travel Channel, History, Sci-Fi Channel, National Geographic Channel, oltre che in trasmissioni della stazione radiofonica statunitense Coast to Coast AM. Inoltre, è stato il produttore della serie televisiva Enigmi alieni, (Ancient Aliens negli USA) in onda su History.
Ha frequentato l'Ithaca College a New York, dove ha conseguito, nel 2001, un Bachelor degree in Sports information and communication.
Ha partecipato a due episodi della serie Resident Alien, adattamento dell'omonimo fumetto, in cui è stato doppiato in italiano da Fabrizio Dolce.